# منتخب بريطانيا العظمى لكرة السلة على الكراسي المتحركة للسيدات
منتخب بريطانيا العظمى الوطني لكرة السلة على الكراسي المتحركة للسيدات هو ممثل المملكة المتحدة الرسمي في المنافسات الدولية في كرة السلة للسيدات.